# Хатраб-горбун
Хатраб-горбун (лат. Chatrabus melanurus) — вид лучепёрых рыб из семейства батраховых (Batrachoididae). Распространены на юго-востоке Атлантического океана: Ангола вдоль побережья до порта Сент-Джонс, Южная Африка.

## Описание
Максимальная длина тела составляет 26 см. Жёстких лучей спинного плавника 3, а мягких 18—21. В анальном плавнике 16—17 мягких лучей.
Донная хищная рыба. Населяет прибрежные воды на глубине от 120 до 600 м, но в основном от 120 до 250 м.

## Взаимодействие с человеком
Охранный статус вида не определён, рыба безвредна для человека и не является объектом промысла.